# Crux-la-Ville
Crux-la-Ville is een gemeente in het Franse departement Nièvre (regio Bourgogne-Franche-Comté) en telt 410 inwoners (2009). De plaats maakt deel uit van het arrondissement Nevers.

## Geografie
De oppervlakte van Crux-la-Ville bedraagt 45,9 km², de bevolkingsdichtheid is 9,0 inwoners per km².
De onderstaande kaart toont de ligging van Crux-la-Ville met de belangrijkste infrastructuur en aangrenzende gemeenten.

## Demografie
Onderstaande figuur toont het verloop van het inwonertal (bron: INSEE-tellingen).